# Šahi Hamam
Šahi Hamam (pandžabsko شاہی حمام‎, latinizirano: Shā(h)ī (H)a'mām; urdujsko شاہی حمام‎, latinizirano: Shāhī Hamām, lit. 'Kraljeve kopeli'), znano tudi kot Vazir Kana Hamam, je turška kopel, ki je bila zgrajena v Lahoreju, Pandžab, Pakistan, leta 1635 n. št. med vladavino cesarja Šaha Džahana. Zgradil ga je glavni zdravnik mogulskega dvora, Ilam-ud-din Ansari, ki je bil splošno znan kot Vazir Kan. Kopeli so bile zgrajene kot vakuf ali obdaritev za vzdrževanje mošeje Vazir Kana.
Kopeli, ki se ne uporabljajo več kot hamam, so med letoma 2013 in 2015 obnovili Aga Khan Trust for Culture in Walled City of Lahore Authority, pri čemer je velik del sredstev zagotovila norveška vlada. Projekt obnove je UNESCO leta 2016 podelil nagrado za zasluge za uspešno ohranitev hamama, ki mu je povrnila 'nekdanji pomen'.

## Lokacija
Šahi Hamam stoji tik v obzidanem mestu Lahore, le nekaj korakov stran od Delhijskih vrat. Šahi Hamam je zadnji preostali hamam iz mogulskega obdobja v Lahoreju.

## Ozadje
V mogulskem obdobju so uvedli hamame v perzijskem slogu, čeprav v Mogulskem cesarstvu nikoli niso dosegli enake stopnje priljubljenosti kot v Perziji.

## Zgodovina
Šahi Hamam je leta 1635 zgradil Ilam-ud-din Ansari, guverner Lahoreja, kot del obdaritve, ki je vključevala mošejo Vazir Kana. Kopeli so v 18. stoletju med zatonom in padcem Mogulskega cesarstva prenehale biti v uporabi. Od zgodnjega britanskega obdobja naprej je bila stavba uporabljena za različne namene - kot osnovna šola, ambulanta in rekreacijski center ter urad za lokalno občino. Poleg tega so bile na severno, zahodno in južno fasado stavbe vgrajene trgovine.
Izkopavanja kot del obnovitvenih del, ki so bila zaključena leta 2015, so pokazala, da so bili precejšnji deli stavbe predhodno porušeni, da bi verjetno naredili prostor za rekonstrukcijo stavbe Delhijskih vrat v 1860-ih.

## Sestava
Hamam je bil sestavljen iz treh delov: jama khana (prostor za oblačenje), nim garm (topla kopel) in garm (vroča kopel). Kopeli so bile ločene po spolu in so vsebovale sprejemno sobo ter majhno molilnico.

## Arhitektura
V skladu s perzijsko tradicijo so bile kopeli osvetljene s sončno svetlobo, ki se je filtrirala skozi več odprtin v stropu kopeli, kar je prav tako pomagalo pri prezračevanju. Večina notranjosti hamama je ohranjena nedotaknjena, ohranjenih je tudi več fresk iz mogulske dobe. Ker je imelo pročelje malo oken, je bilo trgovinam dovoljeno delovati vzdolž zunanjih sten hamama.

## Ohranjanje
Sklad Aga Khan za kulturo (AKTC) je s financiranjem norveške vlade začel obnovitvena dela v kopališču, da bi ohranil prostor, obnovil prvotno postavitev stavbe ter odkril in ohranil freske iz mogulskega obdobja, ki so krasile stavbo. stene. Dela so bila zaključena leta 2015 in izboljšave naj bi 'dramatično' spremenile okolico.
Leta 2016 je UNESCO projektu obnove Šahi Hamama podelil nagrado za zasluge za njegovo »visoko stopnjo tehnične usposobljenosti« in za vrnitev bogato okrašenemu Šahi Hamamu njegov nekdanji pomen«.
Izkopavanja so odkrila strukturo za ogrevanje vode, drenažni sistem in podtalne ostanke njenih hipokavstov.

## Galerija
- Zunanjost kopališča je obnovljena
- Kopeli imajo freske, ki prikazujejo krilate angele
- Hladilna komora kopeli je bogato okrašena s freskami
- Stranske komore se uporabljajo kot avditorij
- Da bi se izognili poškodbam obnovljenega mesta, so bile zgrajene dvignjene poti
- Nižje ravni kopeli so bile izpostavljene
- Kopalnice imajo nove informativne zaslone
- Primeri termalnih fresk
- Kopališče ima kavarno
- Hipokavst
- Parna kopel ima bolj zadržane okraske
- Kupola in izpušne odprtine na stropu
- Osrednja kupola hladilnice ima geometrične freske
- Nekateri odkopani deli so zdaj pokriti z zaščitnim steklom, na katerem obiskovalci lahko stojijo
- Stranske komore imajo tudi geometrijske oblike stropa